# Улоф Меллер
У́лоф О́тто Е́рік Ме́ллер (швед. Olof Otto Erik Möller; 3 липня 1923, Рига — 8 червня 1985, Сульна, Стокгольм) — шведський письменник-фантаст, музикант, композитор і громадський діяч.

## Біографічні дані
Улоф Меллер народився в сім'ї лікаря й науковця Максиміліана Меллера й письменниці німецького походження Камілли Меллер. 1939 року родина виїхала до Швеції. 1938 року Улоф склав випускний іспит у Ризькій німецькій гімназії й з 1939 по 1941 рік навчався у Стокгольмському торговельному інституті. Згодом він робив службову кар'єру, обіймав різні посади — зокрема, дванадцять років завідував відділом кадрів у нючепінзькому текстильному концерні «Свенска іллеконсернен» («Svenska yllekoncernen») й відповідав за навчальну літературу у Стокгольмській вищій військовій школі (1976—1980). Також мав своє підприємство.
Музично обдарований, Меллер навчався в Гілдінґа Русенберга. Як піаніст-концертант, дебютував у 1943-му, а як композитор — у 1947-му. Написав, крім іншого, пісню «Fylgiavisan», а також мелодію пісні «Que sera sera…», яку згодом обробив Тіто Родріґес. Улоф Меллер мусив відмовитися від кар'єри музиканта після того, як у нещасливому випадку ушкодив ліву руку.
Меллер відомий також як активний громадський діяч, особливо в питаннях проблемної молоді. Його прозвали «Татко раґґарів» («Raggarpappan»). Шведські раґґари відзначалися одягом у стилі рокабілі й пристрастю до швидкої їзди на старих автомобілях. Їхній рух розпочався наприкінці 1950-х, а після того, як у 1960-х вони вчинили заворушення у Стокгольмі, Меллер влаштував їм стаціонарний притулок «Дубова хата» («Ekstubben») у Флатені — дільниці Стокгольма. Також він заснував низку молодіжних клубів під загальною назвою «Державна спілка сучасної молоді»(«Riksförbundet Nutida Ungdom»), членами якої стали понад 12 000 юнаків і дівчат.
Твори Меллера не відзначалися оригінальністю. Дуже плодовитий автор, з 1974 по 1980 рік він опублікував у видавництві «Реґаль» («Regal bokförlag») 29 книжок серії про космічний корабель-винищувач X12 («Jaktrymdskepp X12»). Його перу належить також книжкова серія «Futura 3000». Обидві серії класифіковано критикою як зразок масової літератури. Перша з них мала закінчитися тридцятою книжкою, яку автор так і не написав. Меллер виступав також як ілюстратор своїх книжок
Улоф Меллер був одружений із Марісуль Меллер, мав сина Давіда й внучку Маріку. Помер у Сульні 8 червня 1985 року.

## Твори
- Astronaut FZ (1980)
- Istiden kommer (1980)
- Snabbare än ljuset (1980)
- De tre galaxerna (1980)
- Gigantstaden (1980)
- Datorama (1980)
- Åter till jorden (1980)
- Planeten Drabos (1980)
- Mikro-universums gåta (1979)
- Asteroid på drift (1979)
- Kvinnoplaneten Q (1979)
- Rymdens vikingar (1979)
- Skräckfärd i rymden (1979)
- Domen (1979)
- Gemini (1978)
- Planettribunalen (1978)
- Spion i rymden (1978)
- Övergiven planet (1978)
- Robotmordet (1978)
- Davids stjärna (1978)
- Fjärde dimensionen (1977)
- Tvillingplaneterna (1977)
- Rymdhajen (1977)
- Kosmos brinner (1977)
- Kometkatastrofen (1977)
- Nytt vapen (1977)
- Rymdvisionen (1976)
- Seende planet (1975)
- Mazos Grymhet (1975)
- Guldmånen (1974)
- Humanoidupproret (1974)
- Stellarernas angrepp (1974)